# اشتون کوچر
کریستوفر اشتون کوچر (انگلیسی: Christopher Ashton Kutcher؛ زادهٔ ۷ فوریهٔ ۱۹۷۸) که بیشتر با نام اشتون کوچر شناخته می‌شود، یک بازیگر سینما و تلویزیون، تهیه‌کننده آمریکایی و سابقاً یک مانکن است. بیشتر او را برای بازی در نقش مایکل کلسو در نمایش دهه ۷۰ شبکه فاکس و همچنین ساختن مجموعه دوربین مخفی و شوخی زننده «پانکد» می‌شناسند. او نقش اول فیلم‌هایی از قبیل رفیق، ماشین من کجاست؟، تازه ازدواج‌کرده، اثر پروانه‌ای، گاردین، قاتلین، جابز و دوجینش ارزان‌تر است بوده‌است.

## زندگی
اشتون کوچر زادهٔ سدار راپیدز، یکی از بزرگترین شهرهای ایالت آیووا در آمریکا، است. لاری و دایان، پدر و مادر اشتون و برادر دوقلوی او مایکل-که پنج دقیقه با هم اختلاف دارند، خانواده او هستند. اشتون همچنین یک خواهر بزرگتر از خود به نام تااوشا دارد.
در ۱۳ سالگی برادر اشتون دچار بیماری ماهیچه قلب شد، وضعیت خاصی برای سرخرگ‌های کرونری که به سبب ویروس است. در همان سال قلب مایکل موقتاً ایستاد و او مجبور به پیوند قلب شد. دکترها به خانواده او گفتند که مایکل برای زنده ماندن چند ساعت بیشتر زمان ندارد. در این لحظه بود که اشتون در نظر داشت جان خود را فدا کند. اما پدر او به سرعت با او مخالفت کرد. کمی پس از آن، برای مایکل یک معجزه رخ داد و قلبی جدید به او پیوند زدند. در همان سال پدر و مادر اشتون از یکدیگر جدا شدند.
در اوت ۲۰۲۲ اشتون کوچر از ابتلای خود به نوع ویژه‌ای از بیماری واسکولیت دستگاه ایمنی خبر داد که مدتی باعث از بین رفتن بینایی، شنوایی و تعادل او در ایستادن شده بود.

## فیلم‌شناسی
| سال  | عنوان                    | نقش              | توضیحات  |
| ---- | ------------------------ | ---------------- | -------- |
| ۱۹۹۹ | به‌زودی                   | لویی             |          |
| ۲۰۰۰ | پایین برای تو            | جیم موریسون      |          |
| ۲۰۰۰ | بازی‌های گوزن قطبی        | پسر دانشگاهی     |          |
| ۲۰۰۰ | رفیق، ماشین من کجاست؟    | جسی مونتگومری    |          |
| ۲۰۰۱ | رنجرهای تگزاس            | جورج             |          |
| ۲۰۰۳ | تازه ازدواج‌کرده          | تام لیزاک        |          |
| ۲۰۰۳ | دختر رئیس من             | تام استنزفیلد    |          |
| ۲۰۰۳ | دوجینش ارزان‌تر است       | هنک              |          |
| ۲۰۰۴ | اثر پروانه‌ای             | ایوان تریبورن    |          |
| ۲۰۰۵ | حدس بزنید چه کسی         | سایمون گرین      |          |
| ۲۰۰۵ | بسیار شبیه عشق           | آلیور مارتین     |          |
| ۲۰۰۶ | بابی                     | فیشر             |          |
| ۲۰۰۶ | محافظ                    | جیک فیچر         |          |
| ۲۰۰۶ | فصل شکار                 | الیوت            | صدا پیشه |
| ۲۰۰۸ | چیزی که در وگاس رخ می‌دهد | جک فولر          |          |
| ۲۰۰۸ | تاثیرات شخصی             | والتر            |          |
| ۲۰۰۹ | تاثیرات شخصی             | والتر            |          |
| ۲۰۰۹ | گسترش                    | نیکی             |          |
| ۲۰۱۰ | عدالت برادر              | خودش             |          |
| ۲۰۱۰ | روز والنتاین             | رید بنت          |          |
| ۲۰۱۰ | قاتلین                   | اسپنسر ایمز      |          |
| ۲۰۱۱ | بدون تعهد                | آدام فرنکلین     |          |
| ۲۰۱۱ | شب سال نو                | رندی             |          |
| ۲۰۱۳ | جابز                     | استیو جابز       |          |
| ۲۰۱۴ | آنی                      | سایمون گود اسپید |          |
| ۲۰۲۲ | انتقام                   | کوئینتن سلرز     |          |
| ۲۰۲۳ | جای تو یا جای من         | پیتر             |          |